# Église Notre-Dame-de-l'Assomption de Moustiers-Sainte-Marie
L'église Notre-Dame-de-l'Assomption est une église romane située à Moustiers-Sainte-Marie dans le département français des Alpes-de-Haute-Provence en région Provence-Alpes-Côte d'Azur. 
L'église et son remarquable clocher roman bénéficient du site exceptionnel de Moustiers-Sainte-Marie, qui fait partie des Plus Beaux Villages de France.

## Historique
L'église Notre-Dame-de-l'Assomption trouve son origine dans un monastère fondé au Ve siècle par des moines de l'abbaye de Lérins, appelés par l'évêque de Riez. Chassés par les Sarrasins, les moines ne revinrent qu'au XIe ou  XIIe siècle.
L'église fut construite au XIIe siècle en style roman. En 1336, le prieur Pierre de Pratis entama la reconstruction de l'église en style gothique, mais seul le chœur fut reconstruit, ce qui explique que ce dernier n'est pas dans l'axe de la nef.
Elle fait l'objet d'un classement au titre des monuments historiques depuis le 18 mars 1913.

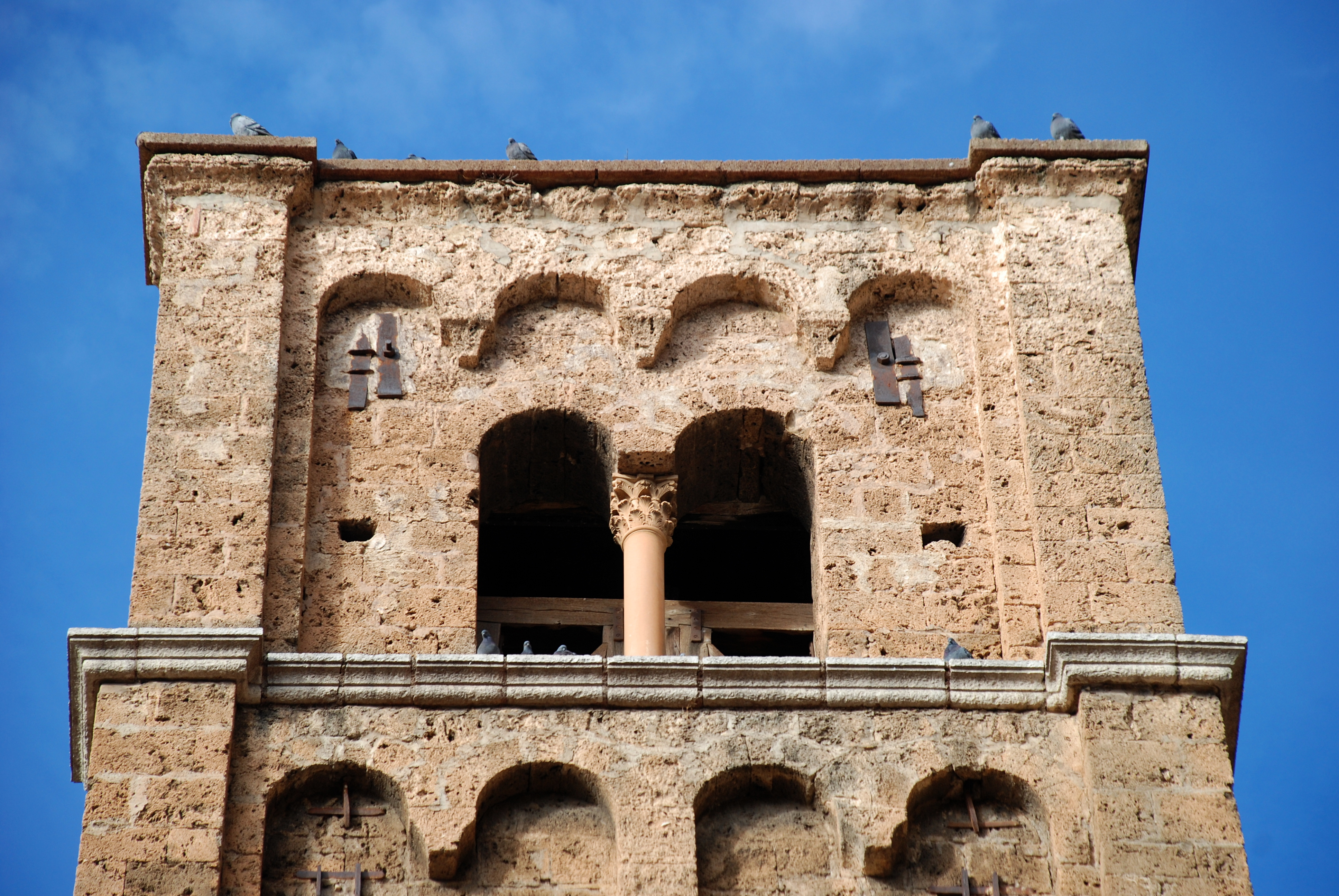
Le sommet du clocher.

## Architecture

### Architecture extérieure
L'élément le plus remarquable de l'église Notre-Dame est le splendide clocher de style roman lombard, ancien nom du premier art roman.
Ce clocher en tuf calcaire est constitué de cinq niveaux : un premier niveau renforcé par d'imposants contreforts, un niveau aveugle et trois étages ornés de baies géminées et de bandes lombardes du premier art roman. Les baies géminées sont séparées par des colonnettes, sauf celles de l'avant-dernier étage qui sont séparées par des piliers.
Le clocher oscillait jadis à cause du mouvement des cloches. Au XVIIe siècle, le prieur Jean de Bertet le fit barder de fer et le dota de puissants contreforts pour le consolider,.

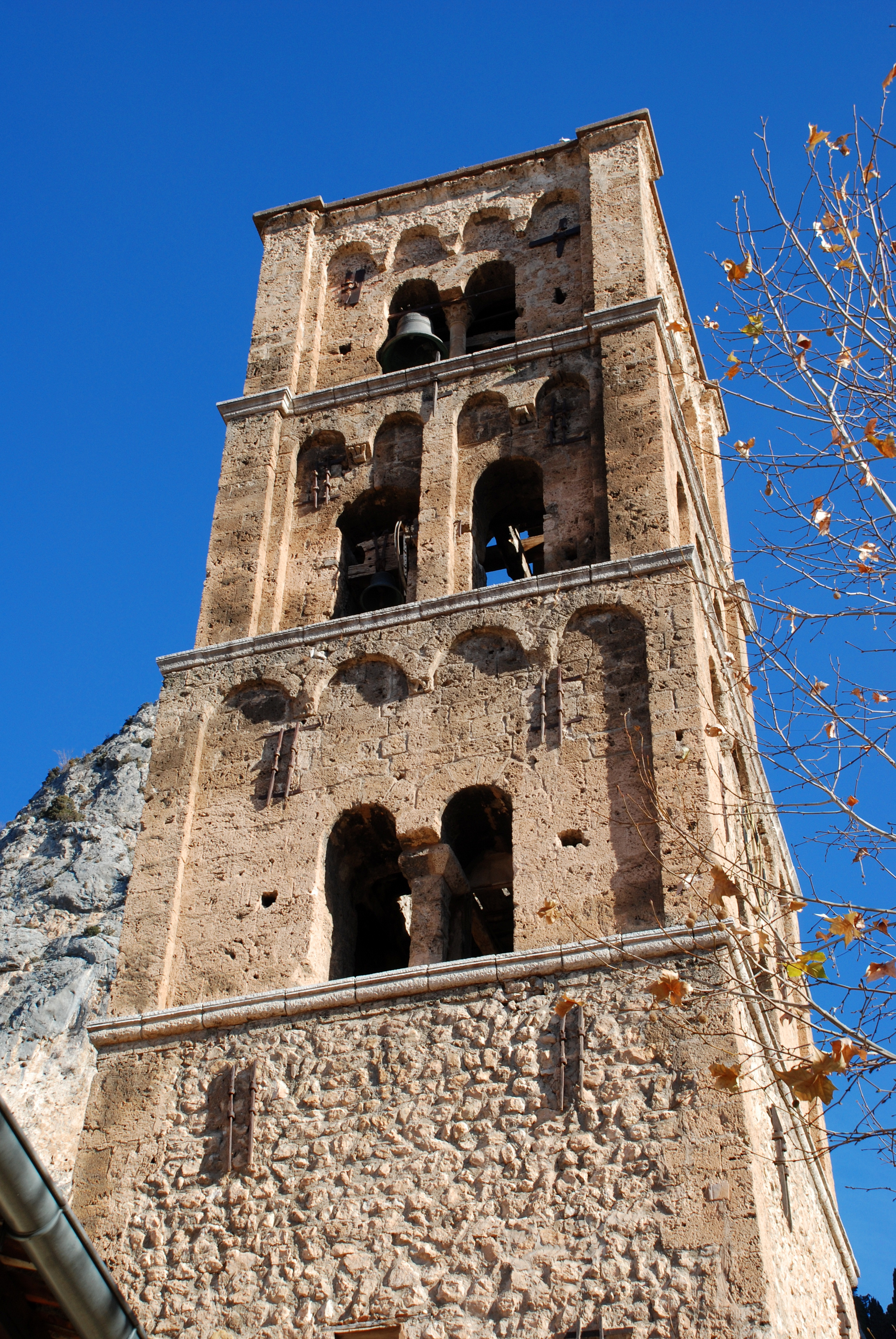
Le clocher en tuf.
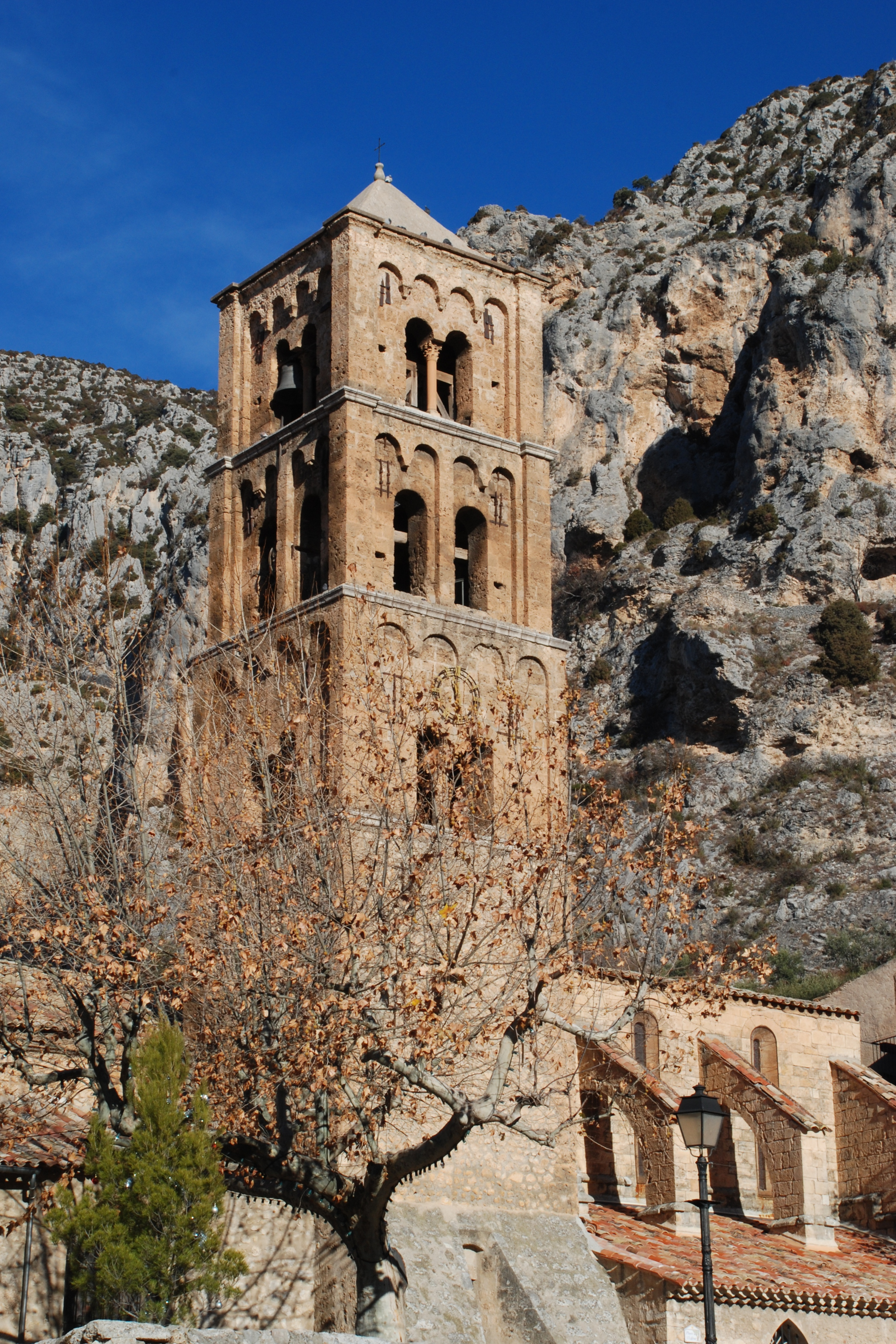
Clocher et rochers escarpés.
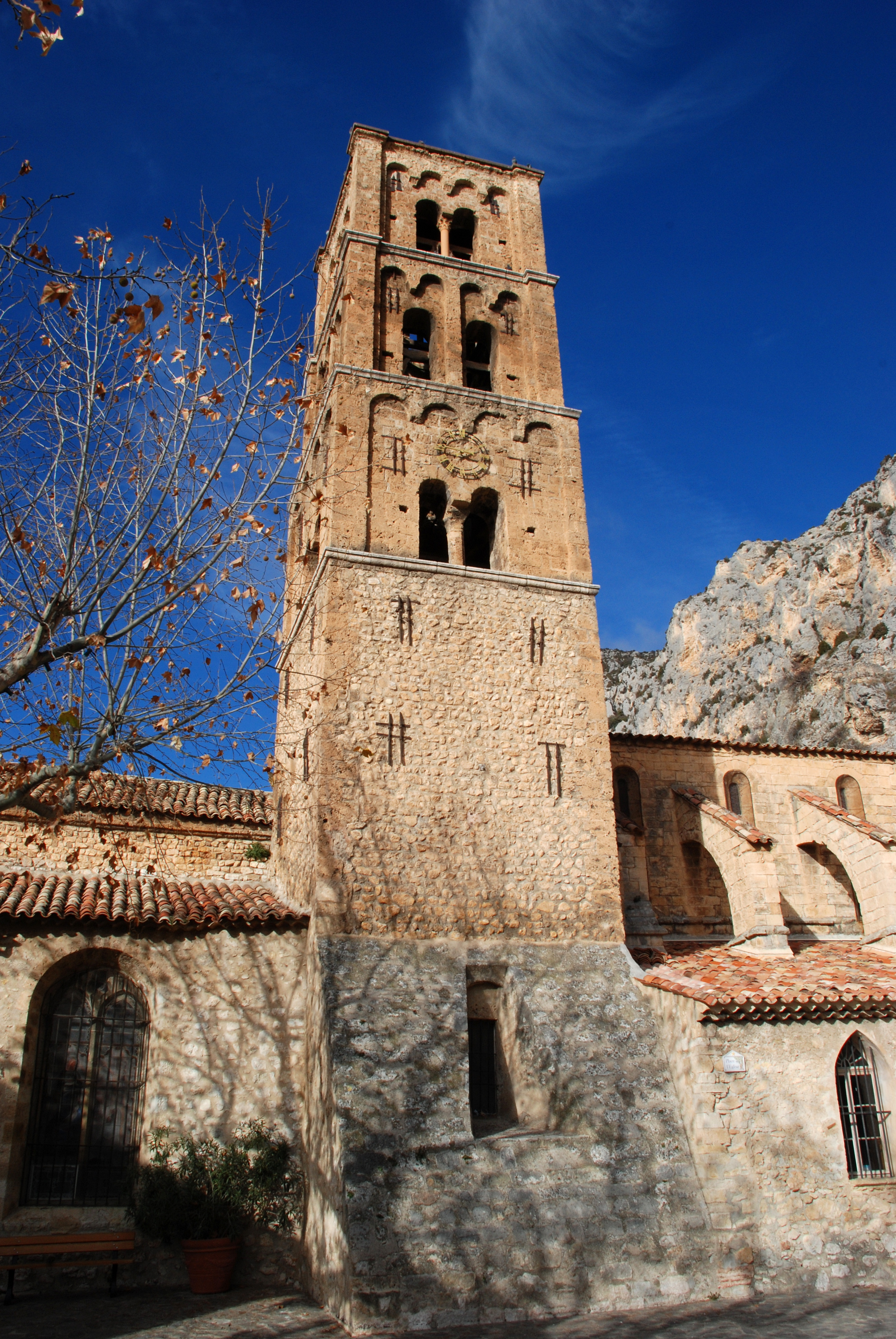
Le clocher et ses contreforts.

### Architecture intérieure
La nef, de style roman provençal, est divisée en cinq travées couvertes de voûtes en berceau brisé taillées dans la pierre de tuf.
Le chœur fut reconstruit en style gothique par le prieur Pierre de Pratis de 1336 à 1361 : il est orné d'un autel constitué d'un sarcophage en marbre du IVe siècle.
Les colonnes séparant le chœur de ses bas-côtés sont surmontées de chapiteaux ornés de feuilles de chêne.

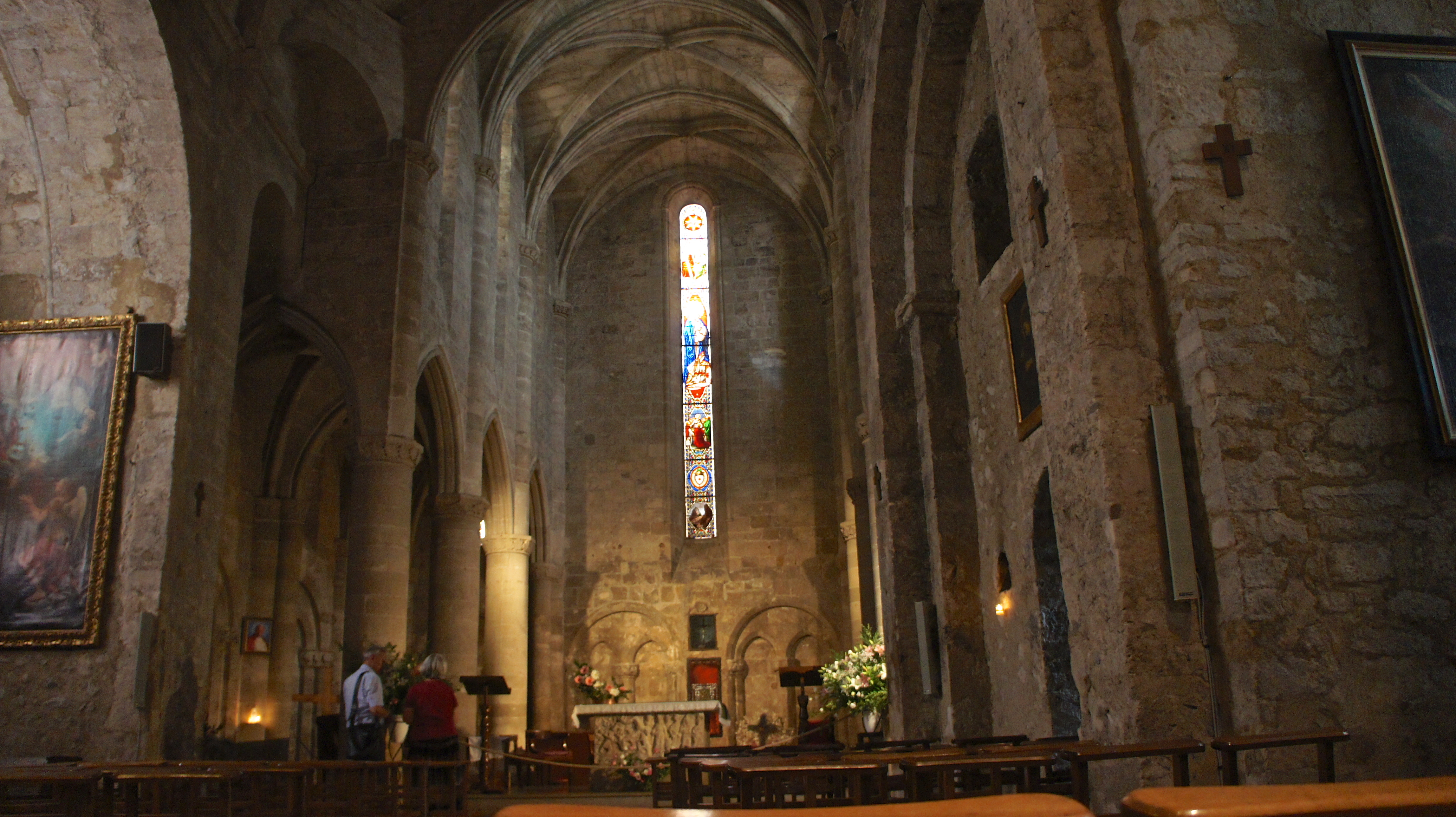
La nef et le chœur.
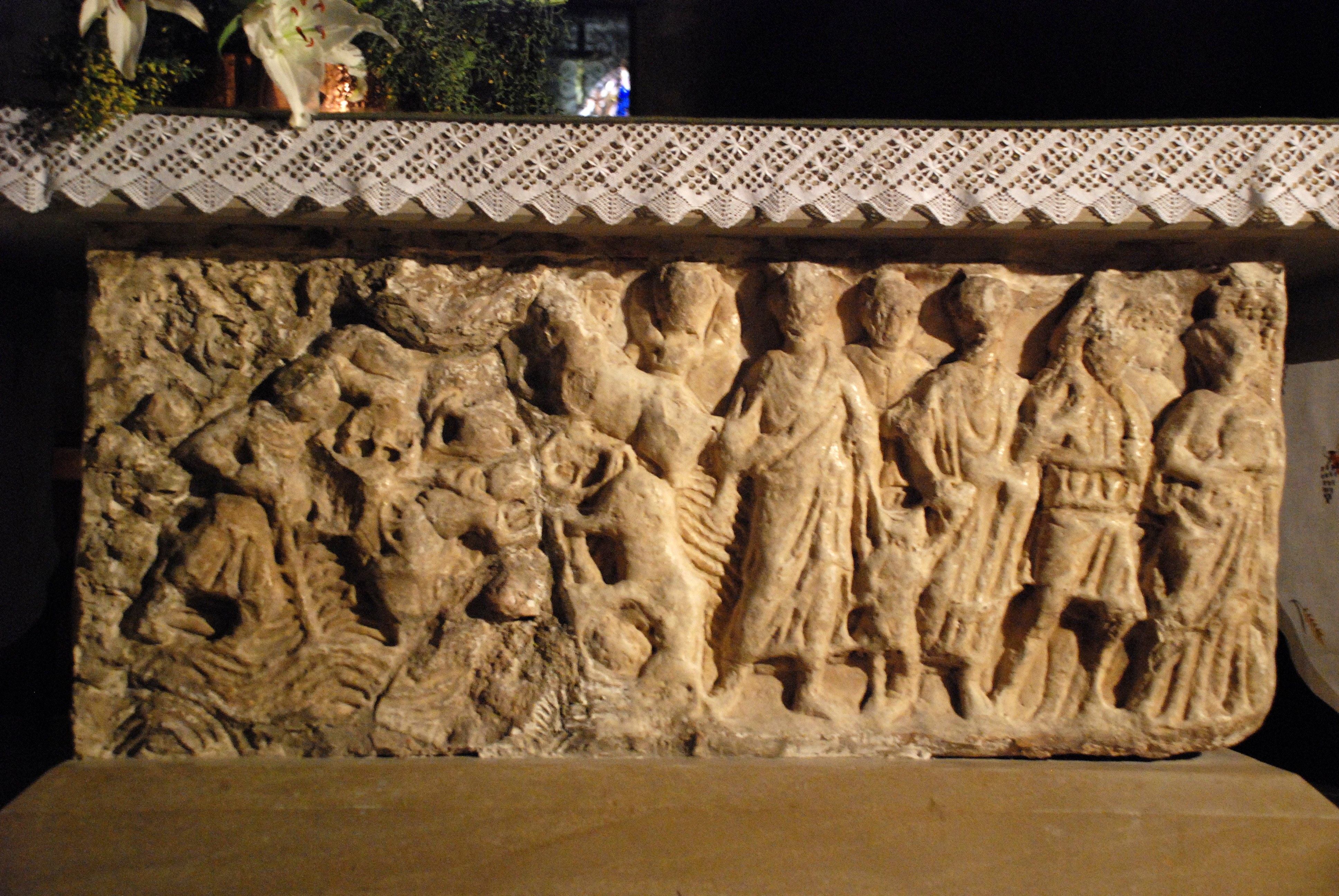
L'autel constitué d'un sarcophage en marbre du IVe siècle.
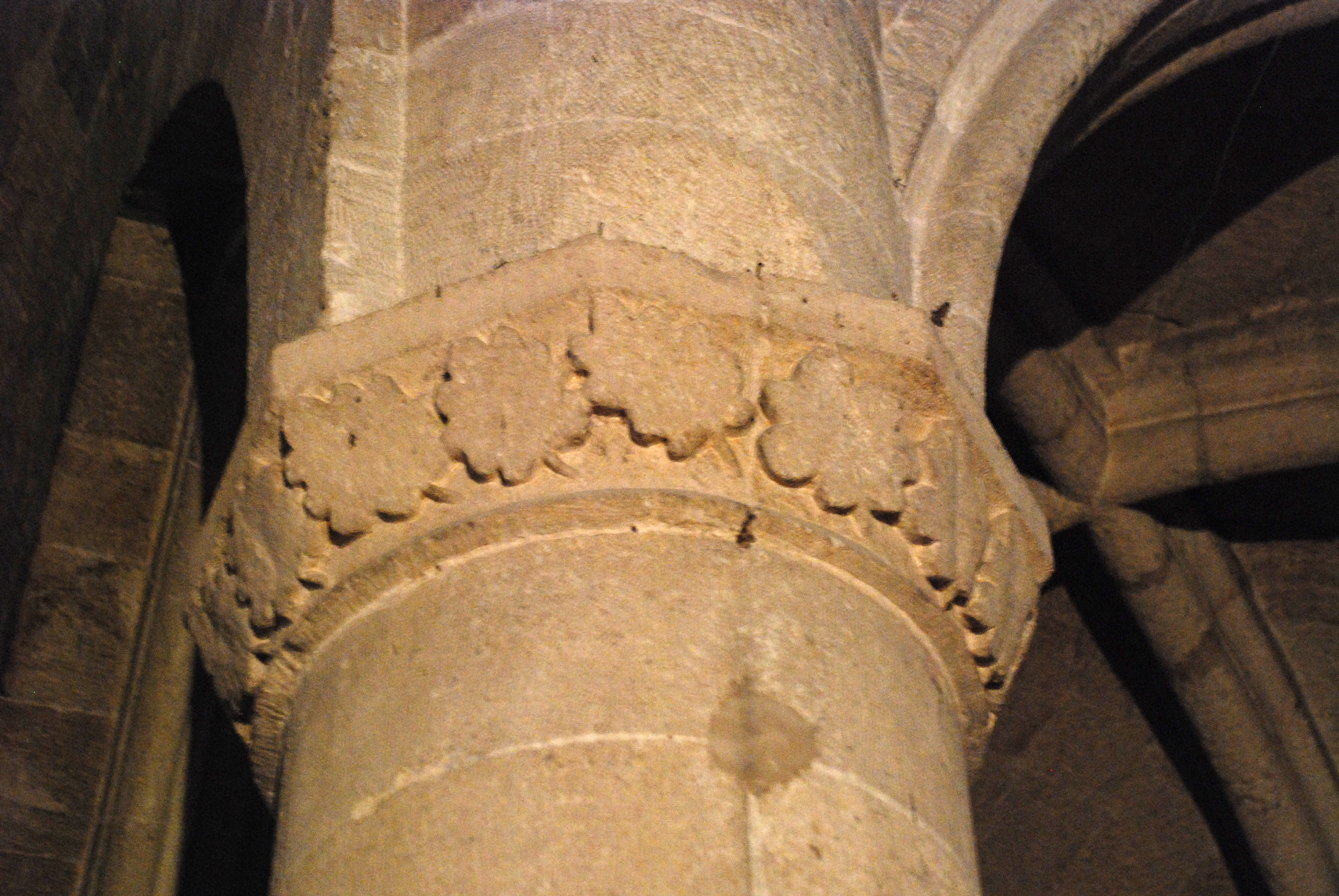
Chapiteau du chœur orné de feuilles de chêne.